# Tipula (Lunatipula) capra
Tipula (Lunatipula) capra is een tweevleugelige uit de familie langpootmuggen (Tipulidae). De soort komt voor in het Palearctisch gebied.